# Casoria
Casoria – miasto i gmina we Włoszech, w regionie Kampania, w prowincji Neapol.
Według danych na rok 2004 gminę zamieszkiwało 77 546 osób, 6462,2 os./km².
Urodził tu się dyplomata papieski abp Antonio del Giudice.